# 16252 Franfrost
A 16252 Franfrost (ideiglenes jelöléssel 2000 HQ51) a Naprendszer kisbolygóövében található aszteroida. A LINEAR projekt keretében fedezték fel 2000. április 29-én.